# Падова (округ)
Округ Падова (итал. Provincia di Padova) је округ у оквиру покрајине Венето у североисточној Италији. Седиште округа покрајине и највеће градско насеље је истоимени град Падова.
Површина округа је 2.142 км², а број становника 920.903 (2008. године).

## Природне одлике
Округ Падова се налази у североисточном делу државе. На истоку се налази кратак излаз на Јадранско море у области Венецијанске лагуне. Округ је равничарског карактера са изузетно квалитетним земљиштем за пољопривреду. На крајњем југу протече река Адиђе, а на северу река Брента.

## Становништво
По последњим проценама из 2008. године у округу Падова живи више више од 920.000 становника. Густина насељености је изузетно велика, око 430 ст/км². Посебно је густо насељено подручје око града Падове.
Поред претежног италијанског становништва у округу живе и велики број досељеника из свих делова света.

## Општине и насеља
У округу Падова постоји 104 општине (итал. Comuni).
Најважније градско насеље и седиште округа је град Падова (210.000 становника), која са предграђима окупља више од половине окружног становништва. Други по велиини град је Селвацано Дентро на југу округа.